# Palácio do Horto Florestal
O Palácio do Horto Florestal é a antiga residência oficial de verão do governador do Estado de São Paulo. Localiza-se no Horto Florestal da cidade de São Paulo, no sopé da Serra da Cantareira. O edifício foi erguido na década de 1930, para servir de sede ao administrador do então Serviço Florestal (atual Instituto Florestal). Em 1949, um decreto do governo o transformou em residência de verão.
Além de hospedar autoridades políticas à época, o palácio integrava o Acervo Artístico-Cultural dos Palácios do Governo, conjuntamente com o Palácio dos Bandeirantes (sede do poder executivo estadual) e o Palácio Boa Vista (residência de inverno do governador, em Campos do Jordão). Possui um acervo de estudos botânicos, pinturas de paisagens e flores, mobiliário de madeiras nobres e espécies vegetais raras, aberto à visitação mediante agendamento.

## Histórico
Em 1890, visando à preservação da mata e dos mananciais da região da Serra da Cantareira, ao norte da cidade de São Paulo, o governo do estado, sob a gestão de Bernardino de Campos, desapropriou várias fazendas existentes na área, entre elas a Pedra Branca, pertencente ao comerciante Pedro Borges. À época, uma comissão mista de especialistas, integrada por Alberto Loefgren, Orville Derby e Ramos de Azevedo, entre outros, emitiu parecer segundo o qual a fazenda desapropriada seria ideal para sediar o Horto Botânico de São Paulo. Inaugurado a 10 de fevereiro de 1896, o parque receberia algum tempo depois a administração do Serviço Florestal.
Na década de 30, ergueu-se uma edificação próxima ao lago do Horto, com o objetivo de ser a casa do administrador do Serviço Florestal. Em 1949, entretanto, por sua localização privilegiada, bem como pelo clima ameno, o local foi transformado por decreto em residência de verão do governador, durante a gestão Ademar Pereira de Barros.
Desde então, o Palácio passou por diversas reformas, a mais recente março de 1985, para alojar o presidente eleito Tancredo Neves. Dentre os ex-governadores que se hospedaram no palácio estão Jânio Quadros, Abreu Sodré, André Franco Montoro, e, mais recentemente, Orestes Quércia e Luiz Antônio Fleury Filho.

## O palácio

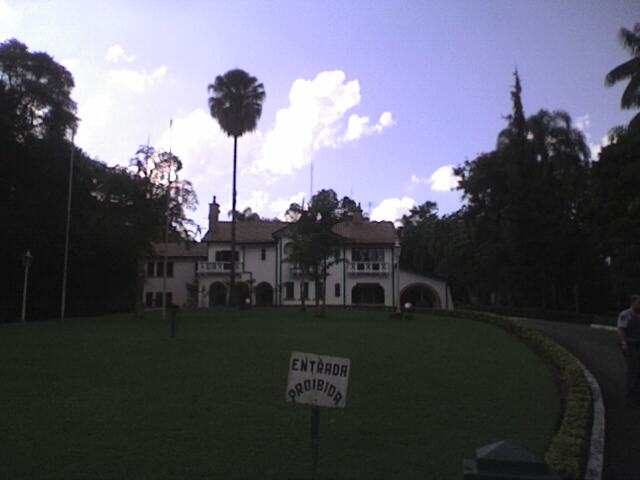
Entrada do palácio

O Palácio do Horto possui arquitetura eclética, congregando elementos internos de chalés suíços com o exterior em estilo inglês. Em alusão às características de sua fachada, o edifício é por vezes denominado “Casa das Janelas Verdes”. Seus cômodos exibem valiosas gravuras, mobiliário nobre e espécimes raros. No entorno da residência há um amplo jardim, com 90% de árvores nativas, separado da área do Horto Florestal.
Na década de 60, construiu-se um edifício anexo, destinado a abrigar os policiais militares durante a estadia de governadores e outras autoridades, denominado Casa da Guarda. Atualmente, é um destacamento fixo da Polícia Militar de São Paulo.

## Acervo

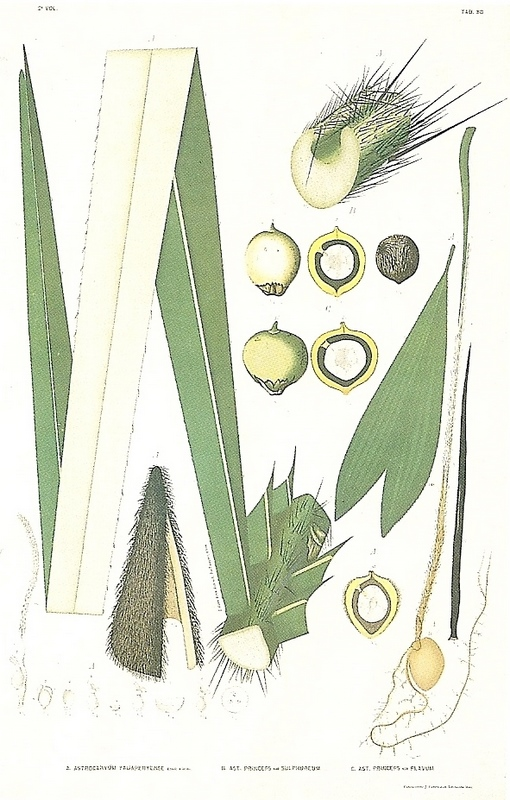
Estudo botânico de João Barbosa Rodrigues. Acervo do Palácio do Horto Florestal

O acervo do Palácio do Horto tem origem nas aquisições feitas na década de 70 pelo governo do estado para decorar suas instalações, além da reorganização das coleções de objetos históricos e artísticos empreendida após a criação oficial do Acervo dos Palácios do Governo de São Paulo, em meados da década de 80.
Compõe-se de pinturas de artistas brasileiros, como Cláudio Tozzi e Di Cavalcanti, retratando paisagens, flores e animais, em conformidade com o ambiente onde o palácio se insere. Também possui mobiliário e objetos de arte aplicada, com objetivo decorativo e funcional. Não obstante, o destaque maior da coleção cabe a um raro e amplo conjunto de litografias de estudos botânicos, executados por João Barbosa Rodrigues, referentes à catalogação de diversas espécies de palmeiras encontradas no território nacional.